# Стефан VIII Разван
Стефан VIII Разван (молд. Штефан Рэзван; ? — декабрь 1595) — господарь Молдавского княжества с весны по август 1595 года.

## Биография
Сын Петра Хромого от цыганки.
Взошёл на Молдавский престол при помощи принца Трансильвании Сигизмунда Батори. Это вызвало недовольство Польши, так как та считала, что Молдавское княжество входит в сферу её влияния. В августе 1595 года поляки вступили в Молдавию, посадив на престол Иеремию Могилу. Разван бежал к своим покровителям в Венгрию, собрал подкрепление и вернулся, однако попал в плен к Могиле после битвы в декабре 1595 года и окончил жизнь на колу.